# 吉田隆太
吉田 隆太（よしだ りゅうた、7月12日 - ）は愛知県出身の日本の元俳優。本名同じ。年齢非公開。
血液型はB型。元男優劇団Studio Life所属。
劇団の舞台では主に女性役を演じていた。

## 来歴
- 2004年、劇団オーディションにて入団（ジュニア7）。
- 2010年10月、劇団制作部へ転向。
- 2013年11月末、スタジオライフを退団[1]。
- 2013年12月、演劇プロデュースユニット「空想組曲」の制作と、脚本・演出家ほさかようのマネージャーとなる。
- 2014年、女優・川田希と演劇プロデュースユニット「LAUSU」[2]を結成。

## 人物・エピソード
- 劇団所属以前は都内のプロダクションに所属していて、映画等に出演している。
- 劇団のオーディションを受けたきっかけは同劇団の看板俳優の一人である山本芳樹であると本人が語っている。
- ニックネームは「隆狐（りゅうこ）」。

## 主な出演歴

### 舞台
- 2010年 「トーマの心臓」「訪問者」連続公演
- 2009年 「PANSY MAZE」
- 2009年 「十二夜」
- 2009年 「フルーツバスケット」
- 2009年 「LILIES」
- 2008年 「マージナル」
- 2008年 「TA MA GO YA KI」
- 2008年 「夏の夜の夢」
- 2008年 「カリフォルニア物語」
- 2007年 「アドルフに告ぐ」
- 2007年 「決闘」
- 2007年 「Romeo & Juliet」
- 2007年 「Daisy Pulls It Off」
- 2006年 「銀のキス」
- 2006年 「ヴァンパイアレジェンド」
- 2006年 「OZ〜オズ〜」
- 2005年 「白夜行2」
- 2005年 「白夜行1」
- 2005年 「メッシュ」
- 2005年 「The Hot l Baltimore」
- 2004年 「パサジェルカ 女旅客 〜秘した過去が手招く旅路〜」
- 2004年 「ドリアン・グレイの肖像」
- 2004年 「ドラキュラ DRACULA」

（以上劇団スタジオライフ出演作品）

### 映画
- 2004年 「2番目の彼女」
- 2002年 「棒たおし！」